# او-۵۰ (کریگس‌مارینه)
او-۵۰ (به آلمانی: U-50) یک او-بوت کریگسمارینه از نوع ۷ب بود.